# 科哈內 (扎波羅熱州)
47°17′39″N 35°30′25″E / 47.29417°N 35.50694°E
科哈內（烏克蘭語：Кохане）是位於烏克蘭東南部的村莊，由扎波羅熱州瓦西里夫卡區的羅茲多爾市鎮負責管轄。該村分別距離新柳比米夫卡1公里、佩雷莫日內和維什內韋2公里，始建於1923年，面積1,758平方公里，海拔高度97米，2001年人口467。